# Církevní oblast Apulie
Církevní oblast Apulie (ital. Regione ecclesiastica Puglia) je jedna z 16 církevních oblastí, do nichž je rozdělena římskokatolická církev v Itálii. Její hranice se kryjí s hranicemi italského regionu Apulie, s výjimkou obce Anzano di Puglia, která náleží do diecéze Ariano Irpino-Lacedonia, jenž je součástí církevní oblasti Kampánie. 

## Rozdělení
Církevní oblast Apulie tvoří čtyři metropole a jejich patnáct sufragánních diecézí:
- Arcidiecéze Bari-Bitonto
  - Diecéze Altamura-Gravina-Acquaviva delle Fonti
  - Diecéze Andria
  - Diecéze Conversano-Monopoli
  - Diecéze Molfetta-Ruvo-Giovinazzo-Terlizzi
  - Arcidiecéze Trani-Barletta-Bisceglie
- Arcidiecéze Foggia-Bovino
  - Diecéze Cerignola-Ascoli Satriano
  - Diecéze Lucera-Troia
  - Arcidiecéze Manfredonia-Vieste-San Giovanni Rotondo
  - Diecéze San Severo
- Arcidiecéze Lecce
  - Arcidiecéze Brindisi-Ostuni
  - Diecéze Nardò-Gallipoli
  - Arcidiecéze Otranto
  - Diecéze Ugento-Santa Maria di Leuca
- Arcidiecéze Taranto
  - Diecéze Castellaneta
  - Diecéze Oria

## Statistiky
- plocha: 19 763 km²
- počet obyvatel: 4 224 534
- počet farností: 1 060

## Biskupská konference oblasti Apulie
- Předseda: Donato Negro, arcibiskup otrantský
- Místopředseda: Michele Seccia, arcibiskup v Lecce
- Sekretář: Luigi Renna, biskup Diecéze Cerignola-Ascoli Satriano